# Náufrago (película de 2022)
Náufrago es una película documental argentina dirigida por Martín Farina y Willy Villalobos.
La película tuvo su estreno mundial en la sección oficial (competencia argentina) de la 37.ª edición del Festival Internacional de Cine de Mar del Plata.

## Sinopsis
Náufrago es el resultado de un largo viaje. Un viaje al fin del mundo en la estrecha dirección donde el interior y el exterior se convierten en barro. Un mundo que ya no es mundo. Un aterrizaje en la tierra blanca e inhóspita de cualquier lugar que es a la vez una decisión y una deriva. Significa cavar una casa con la mano y sentarse a discutir con los muertos. Es una película que se sirve del sueño porque intuye la dificultad de hablar, de comprender las decisiones que se toman ante la necesidad de lo inmediato. Es el saber que se naufraga con el primer aliento. Porque la vela es precisa, la vida no lo es.